# Theodor Pfeiffer
Theodor Pfeiffer (Heidelberg, 20 d'octubre de 1853 - 1929) fou un pianista i compositor alemany.
Estudià humanitats i després ingressà en una casa de Stuttgart que es dedicava a la venda de música; llavors simultaniejà les seves ocupacions comercials amb l'estudi de l'art musical en el Conservatori de Stuttgart, i des de 1884 fins a 1886 seguí els cursos d'estiu del Conservatori Raff, de Frankfurt, els quals anaven a càrrec de Bülow. El 1889 es traslladà a Baden-Baden, població en la que es dedicà a l'ensenyança del piano, i el 1899 fou nomenat professor del Conservatori de Mannheim. Compongué: Virtuosenstudien und Vorstudien zu Bülows Editionen, i Studien bei Hans von Bülow (1849). A més, va publicar, algunes composicions per a piano, diverses de les quals van tenir gran èxit, com Deyadeuspiel, Martellato-Etude, etc.